# Насралла, Хасан
Хаса́н Насралла́ (Насрулла́х, араб. حسن نصرالله‎; 31 августа 1960, Бурдж Хамуд, Ливан — 27 сентября 2024[…], Харет-Хрейк, Ливан) — ливанский религиозный и политический деятель, третий генеральный секретарь ливанской шиитской политической партии и военизированной организации «Хезболла» («Хизбалла», «Хезболлах»). Занял этот пост после убийства его предшественника Аббаса аль-Мусави силами ЦАХАЛ в 1992 году.
Насралла часто упоминается как «ас-Сейид Хасан» (السيّد حسن), почётное «Сейид» обозначает происхождение от исламского пророка Мухаммеда через его внука Хусейна ибн Али.
Убит 27 сентября 2024 года в результате израильского авиаудара по дахийской штаб-квартире «Хезболлы» в Бейруте.

## Юность и образование
Родился 31 августа 1960 года в городе Бурдж Хаммуд в районе Матн (восточный пригород Бейрута). Был девятым из десяти детей. Отец, Абдуль-Карим Насралла, родом из деревни Эль-Базурия, что в районе Джабаль-Амель на юге Ливана, работал продавцом фруктов и овощей в Карантине (район Бейрута). Хотя его семья не была особенно религиозной, Хасан интересовался богословскими исследованиями. Он посещал школу Аль-Наджа, а затем государственную школу в преимущественно христианском районе Син-эль-Филь Бейрута.
Начавшаяся в 1975 году гражданская война в Ливане вынудила семью, в том числе Хасана, которому в то время было 15 лет, переехать в дом своих предков в Эль-Базурие, где Насралла завершил свое среднее образование в государственной школе Саура. Там он учился в средней школе и ненадолго присоединился к движению «Амаль», ливанской шиитской политической группе.
Насралла учился в шиитской семинарии в городе Баальбек в долине Бекаа. Школа следовала учению уроженца Ирака Аятоллы Мухаммеда Бакира ас-Садра, который основал движение Дава в Эн-Наджафе (Ирак) в начале 1960-х годов.
В 1977 году Хасан Насралла, при поддержке Шейха Мухаммада аль-Гарави, отправился в Эн-Наджаф — центр шиитской политической жизни в Ираке, получать религиозное образование. Но Насралла был вынужден вернуться в Ливан в 1979 году, к тому времени завершив первую часть своего исследования, поскольку Саддам Хусейн изгнал многих шиитов, в том числе аятоллу Рухоллу Хомейни и Аббаса Мусави годом ранее. Вернувшись в Ливан, он учился и преподавал в школе лидера «Амаля» Аббаса аль-Мусави, позже был избран политическим делегатом «Амаля» в Бекаа и стал членом Центрального политического бюро. Примерно в то же время, в 1980 году, Саддам Хусейн казнил Садра.

## Ранняя деятельность
Насралла присоединился к «Хезболле» после израильского вторжения в Ливан в 1982 году. В 1989 году Хасан Насралла отправился в иранский город Кум, где продолжил свои религиозные исследования.
Насралла считал, что ислам содержит решение проблем любого общества, однажды сказав: «по отношению к нам, кратко говоря, ислам — это не простая религия, включающая только молитвы и восхваления, скорее это божественное послание, предназначенное для человечества, и оно может ответить на любой вопрос, который человек может задать относительно своей общей и личной жизни. Ислам — это религия, созданная для общества, которое может восстать и построить сообщество».
В 1991 году Насралла вернулся в Ливан и через год сменил Мусави на посту лидера «Хезболлы» после того, как последний был убит израильским авиаударом.

## Руководитель «Хезболлы»
Насралла стал лидером «Хезболлы» после того, как израильтяне ликвидировали предыдущего лидера, Аббаса аль-Мусави и его семью, в 1992 году и посвятил себя созданию в рамках «Хезболлы» мощной военной организации. С этой целью он установил постоянные контакты с властями Ирана и Сирии. Под руководством Насраллы «Хезболла» стала серьёзным противником израильской армии, оккупировавшей юг Ливана. Во время правления Насраллы «Хезболла» приобрела ракеты с большей дальностью действия, что позволило ей нанести удар по Северному Израилю, несмотря на израильскую оккупацию Южного Ливана. В 1993 году Израиль провёл операцию «Сведение счётов». Большая часть ливанской инфраструктуры была разрушена в ходе операции, которая, как утверждал Израиль, была успешной. В конечном итоге было достигнуто соглашение, согласно которому Израиль прекратил свои нападения в Ливане, а «Хезболла» согласилась прекратить нападения на север Израиля.
Однако после небольшой паузы боевые действия возобновились. В 1996 году Израиль начал операцию «Гроздья гнева», блокировав важные ливанские портовые города и бомбя сирийскую военную базу. После 16 дней израильских нападений в Ливане было достигнуто соглашение о прекращении огня между Израилем и Ливаном. И снова «Хезболла» согласилась прекратить ракетные обстрелы в обмен на прекращение Израилем своих нападений. Однако, как и в 1993 году, мир длился недолго.
В Израиле всё чаще обсуждался вопрос о том, работает ли присутствие израильских сил в Южном Ливане, поскольку было ясно, что «зона безопасности» не может остановить ракеты «Хезболлы», достигающие Израиля. После тяжелых израильских потерь в Южном Ливане некоторые израильские политики утверждали, что конфликт закончится только в том случае, если Израиль уйдет из Ливана. В 2000 году Эхуд Барак окончательно вывел израильские войска из Ливана. После ухода Израиля Армия Южного Ливана, которую поддерживал Израиль, была быстро захвачена «Хезболлой». Некоторые члены АЮЛ бежали в Израиль. В связи с этим в Ливане и во всём арабском мире основной заслугой Хасана Насраллы считают то, что он положил конец израильской оккупации Ливана. Это способствовало и повышению политического престижа его движения.
В 2004 году Насралла сыграл значительную роль в достижении договорённости между «Хезболлой» и Израилем об обмене пленными (заключёнными) и телами погибших, в результате которой десятки арабов были освобождены из израильских тюрем.
В 2005 году «Хезболла», приняв участие в выборах в блоке с движением «Амаль», получила большинство в избирательном округе № 2 (Южный Ливан), смогла провести в парламент 23 представителей (из 128 депутатов) и оказалась представлена в правительстве (Мухаммед Фнейш — портфель министра энергетики и водных ресурсов).
При нём «Хезболла» была полностью или частично признана террористической организацией в Канаде, США, Израиле, Египте, Лигой арабских государств, в странах Персидского залива, а также частично в ЕС, Австралии и Великобритании; её поддерживают Иран и Сирия.

## Меморандум о взаимопонимании со «Свободным патриотическим движением»
Насралла заключил меморандум о взаимопонимании со «Свободным патриотическим движением» (СПД), возглавляемым Мишелем Ауном, бывшим премьером и христианином-маронитом. Аун описал десятибалльный меморандум о взаимопонимании в редакционной статье в The Wall Street Journal, опубликованной 31 июля 2006 года. «Хезболла» согласилась разоружиться после возвращения своих пленных и оккупированных ферм Шебаа. Она также согласилась на помилование и возвращение беглых членов Армии Южного Ливана (АЮЛ). СПД в свою очередь согласилось работать над реформой конфессиональной избирательной системы парламента Ливана и продвигать её в виде формулы: один человек — один голос. Аун подчеркнул, что политический процесс фактически разоружает «Хезболлу» без каких-либо потерь в результате ненужных войн. Критики этого соглашения отмечают неясности в вопросе разоружения, и как соглашение должно служить укреплению «Хезболлы» внутри организации, давая ей не шиитское прикрытие внутри страны.

## Израильско-ливанский конфликт 2006 года
После засады «Хезболлы» на израильской территории, в результате которой погибли три солдата и двое были похищены, и ракетного обстрела приграничного израильского посёлка Шломи, в 2006 году началась ливанская война. Во время войны израильские бомбардировки, направленные на объекты «Хезболлы», нанесли ущерб многим районам Бейрута, особенно бедному и в основном шиитскому Южному Бейруту, который контролируется «Хезболлой». 3 августа 2006 года Хасан Насралла поклялся нанести удар по Тель-Авиву в отместку за бомбардировку Израилем ливанской столицы. «Если вы ударите по Бейруту, Исламское сопротивление ударит по Тель-Авиву и сможет сделать это с Божьей помощью», — сказал Насралла в телевизионном обращении. Он добавил, что силы «Хезболлы» наносят тяжёлые потери израильским наземным войскам.
Во время конфликта Насралла подвергся резкой критике со стороны арабских стран, включая Иорданию, Египет и Саудовскую Аравию. Король Иордании Абдалла II и президент Египта Хосни Мубарак 14 июля предупредили об опасности «втягивания региона в авантюризм, не отвечающий арабским интересам», в то время как министр иностранных дел Саудовской Аравии принц Сауд аль-Фейсал назвал нападения «Хезболлы» «неожиданными, неуместными и безответственными актами». Он пошёл дальше, сказав: «эти акты вернут весь регион на годы назад, и мы не можем просто принять их».
Насралла также подвергся резкой критике со стороны некоторых ливанских политиков. Валид Джумблат, лидер Прогрессивной социалистической партии Ливанской Республики и самый видный лидер друзской общины, высказался довольно решительно: «отлично, значит, он герой. Но я хотел бы бросить вызов его героизму. Я имею право оспорить его, потому что моя страна охвачена пламенем. Кроме того, мы не договорились». Цитируется также высказывание Джумблата: «он готов позволить ливанской столице сгореть, пока он торгуется об условиях капитуляции».
После войны произошло то, что известно как «Зеленый Поток» (Al-sayl al-akhdhar), по словам журналиста иранского происхождения Амира Тахери. «Имеется в виду огромное количество банкнот в долларах США, которые „Хезболла“ раздаёт всем гражданам, пострадавшим от войны в Бейруте и на юге страны. Доллары из Ирана переправляются в Бейрут через Сирию и распространяются через сети боевиков. Любой, кто может доказать, что его дом был повреждён во время войны, получает 12 000 долларов, кругленькую сумму в разрушенном войной Ливане».
В телеинтервью, транслировавшемся на новой ливанской телестанции 27 августа 2006 года, Насралла сказал, что он не отдал бы приказа о захвате двух израильских солдат, если бы знал, что это приведёт к такой войне: «Мы не думаем, даже на один процент, что захват привёл к войне в это время и такого масштаба. Я убеждён и уверен, что эта война была спланирована и что захват этих заложников был только предлогом для начала их заранее спланированной войны, но если бы я знал об этом 11 июля… что операция приведёт к такой войне, разве я сделал бы это? Я говорю, что нет, абсолютно нет».

## Гражданская война в Сирии
25 мая 2013 года Насралла объявил, что «Хезболла» ведёт гражданскую войну в Сирии против «исламистских экстремистов», и пообещал, что «его группа не позволит сирийским боевикам контролировать районы, граничащие с Ливаном». Он подтвердил, что «Хезболла» воюет в стратегически важном сирийском городе Кусаир на той же стороне, что и сирийская армия. В телеобращении он сказал: «Если Сирия попадёт в руки Америки, Израиля и такфиристов, народ нашего региона погрузится в мрачный период».
В июле 2014 года племянник Насраллы был убит во время боевых действий в Сирии.

## Последующая деятельность
После убийства в Ливане бывшего премьер-министра страны Рафика Харири Совет Безопасности ООН принял Резолюцию № 1559, потребовавшую вывода всех иностранных войск из Ливана. В основном имелись в виду войска Сирии, находившиеся в этой стране с тех пор, как они были введены сюда в 1976 году для того, чтобы положить конец гражданской войне. В ответ на эту резолюцию Насралла организовал несколько массовых демонстраций в поддержку сирийского правительства. В Резолюции № 1559 также содержалось требование «распустить и разоружить все ливанские и неливанские полувоенные формирования (militias)» и «установить контроль правительства Ливана над всей ливанской территорией». Это положение непосредственно касалось вооружённых отрядов «Хезболлы», которые не подчинялись ливанскому правительству и фактически контролируют районы юга Ливана.
В ходе военного столкновения между Израилем и «Хезболлой» с 12 июля по 14 августа 2006 года израильтяне пытались установить точное местонахождение и захватить либо ликвидировать шейха, для чего высаживали десант в южном Ливане, однако эта операция успеха не имела. 22 сентября 2006 года Насралла выступил перед сотнями тысяч своих сторонников из Ливана, а также других арабских и мусульманских стран на одной из площадей южной части Бейрута, где отмечалась «божественная победа» в 34-дневной войне с Израилем. В ноябре 2006 года в телеинтервью заявил, что «Хезболла» полностью восстановила военный арсенал. По словам шейха, на вооружении у группировки имеются как минимум 30 тысяч ракет, чего достаточно для пяти месяцев войны.
После войны Насралла постоянно находится в защищённом бункере, располагающемся в секретном месте на юге Ливана, опасаясь внезапной атаки израильских спецслужб. В июле 2007 и в феврале 2010 года шейх посещал Дамаск по приглашению президента Сирии Башара Асада, в сирийской столице встречался также с президентом Ирана Махмудом Ахмадинежадом. В июне 2010 года премьер-министр Турции Реджеп Эрдоган пригласил Насраллу посетить Анкару, однако он отказался от рискованной поездки из Ливана в Турцию через Сирию. В октябре 2010 года Насралла принимал в Ливане Ахмадинежада, но сам долгие годы не бывал в Тегеране.
В ноябре 2009 года шейх Насралла в шестой раз был избран генеральным секретарём «Хезболлы».
В декабре 2011 года в СМИ появились сообщения о том, что «личное состояние Насраллы оценивается в 250 миллионов долларов», а «суммарный капитал руководителей „Хезболлы“ и связанных с ними ливанских предпринимателей может достичь двух миллиардов долларов».
В феврале 2013 года радиостанция «Голос Бейрута» со ссылкой на близкие к «Хезболле» источники сообщила, что 52-летний Насралла вылетел в Тегеран для прохождения курса лечения в связи с онкологическим заболеванием. На случай неблагоприятного развития событий вероятным преемником Насраллы называют его заместителя по «Партии Аллаха» Наима Касема.
По мнению лидера террористической группировки «Аль-Каида» Аймана аз-Завахири, Насралла «сорвал свою старую маску», когда раскрыл участие «Хезболлы» в боевых действиях против сирийских повстанцев. Лидер «Аль-Каиды» считает Насраллу «орудием в руках иранского экспансионизма» для установки в Сирии шиитского строя.

## Гибель
27 сентября 2024 года израильские ВВС нанесли авиаудар по штаб-квартире «Хезболлы» в Дахии, к югу от Бейрута. По утверждению израильских военных, в результате бомбёжки Насралла был убит. Позже его гибель была подтверждена «Хезболлой». Похороны состоялись лишь через пять месяцев — 23 февраля 2025 года.

## Взгляды на международную политику

### Израильская оккупация Ливана до 2000 года
- «Если мы хотим изгнать израильских оккупантов из нашей страны, как мы это сделаем? Мы обратили внимание на то, что происходило в Палестине, на Западном берегу, в Секторе Газа, на Голанах, на Синае. Мы пришли к выводу, что мы не можем полагаться ни на государства Лиги арабских государств, ни на Организацию Объединённых Наций… Единственный путь, который у нас есть, — это взять в руки оружие и бороться с оккупационными войсками»[36].

### Об Израиле и арабо-израильском конфликте
- В интервью газете Washington Post в 2000 году Насралла заявил: «Я против любого примирения с Израилем. Я даже не признаю существования государства, которое называется „Израиль“. Я считаю его присутствие несправедливым и незаконным. Вот почему, если Ливан заключит мирное соглашение с Израилем и внесёт это соглашение в парламент, наши депутаты отвергнут его; „Хезболла“ в принципе отказывается от любого примирения с Израилем»[37].
- 26 мая 2000 года, после ухода Израиля из Южного Ливана, Хасан Насралла заявил: «Я говорю вам: этот „Израиль“, который обладает ядерным оружием и сильнейшими военно-воздушными силами в этом регионе, более хрупок, чем паутина»[38].
- В 2006 году Насралла заявил: «Нет никакого решения конфликта в этом регионе, кроме как с исчезновением Израиля».

## Личная жизнь
Хасан Насралла был женат на Фатиме Ясин из ливанской деревни Аббасия. У них было пятеро детей. Старший сын Насраллы, Хади, пошёл по стопам отца и вступил в батальоны «Хезболлы». В 1997 году израильский пограничный патруль был атакован боевиками с территории Ливана. Израильтяне отразили атаку, уничтожив нападающих, среди которых был и 18-летний сын Насраллы. Тело убитого Хади было захвачено израильскими солдатами и отправлено в Израиль с целью обмена на тела погибших израильских военнослужащих. В июне 1998 года его тело вместе с телами ещё 60 боевиков было обменяно на останки бойца Шайетет 13 Итамара Ильи, погибшего 4 сентября 1997 года близ деревни Ансария.

## В популярной культуре
Две популярные песни были написаны о Насралле во время Второй ливанской войны 2006 года, с совершенно разными взглядами на лидера «Хезболлы»: «Ястреб Ливана» (араб. هلا يا صقر لبنان‎) на Западном берегу и в Секторе Газа и «Ну давай же, Насралла!» (ивр. יאללה יא נסראללה‎) против Насраллы в Израиле.
В 2007 году ливанская певица Алаа Залзали сочинила трибьют-песню под названием «О, Насралла!» (араб. یا نصرالله‎). Ливанская христианская певица Джулия Бутрос исполнила песню «Мои близкие» (араб. أحبائي‎).